# 위로 프로젝트
위로 프로젝트는 대한민국의 가톨릭 음악 그룹이다. 2020년 싱글 《위로 프로젝트 No.1 [우리 다시]》로 데뷔했다.

## 음반
- 위로 프로젝트 No.1 [우리 다시] (2020.12)
- 위로 프로젝트 No.2 [내가 이 땅의 천주교인이라네] (2021.04)
- 위로 프로젝트 No.3 [우리, 여기] (2021.12)
- 위로 프로젝트 No.4 [그 언젠가] (2022.12)